# شرائط قليلة النسائل

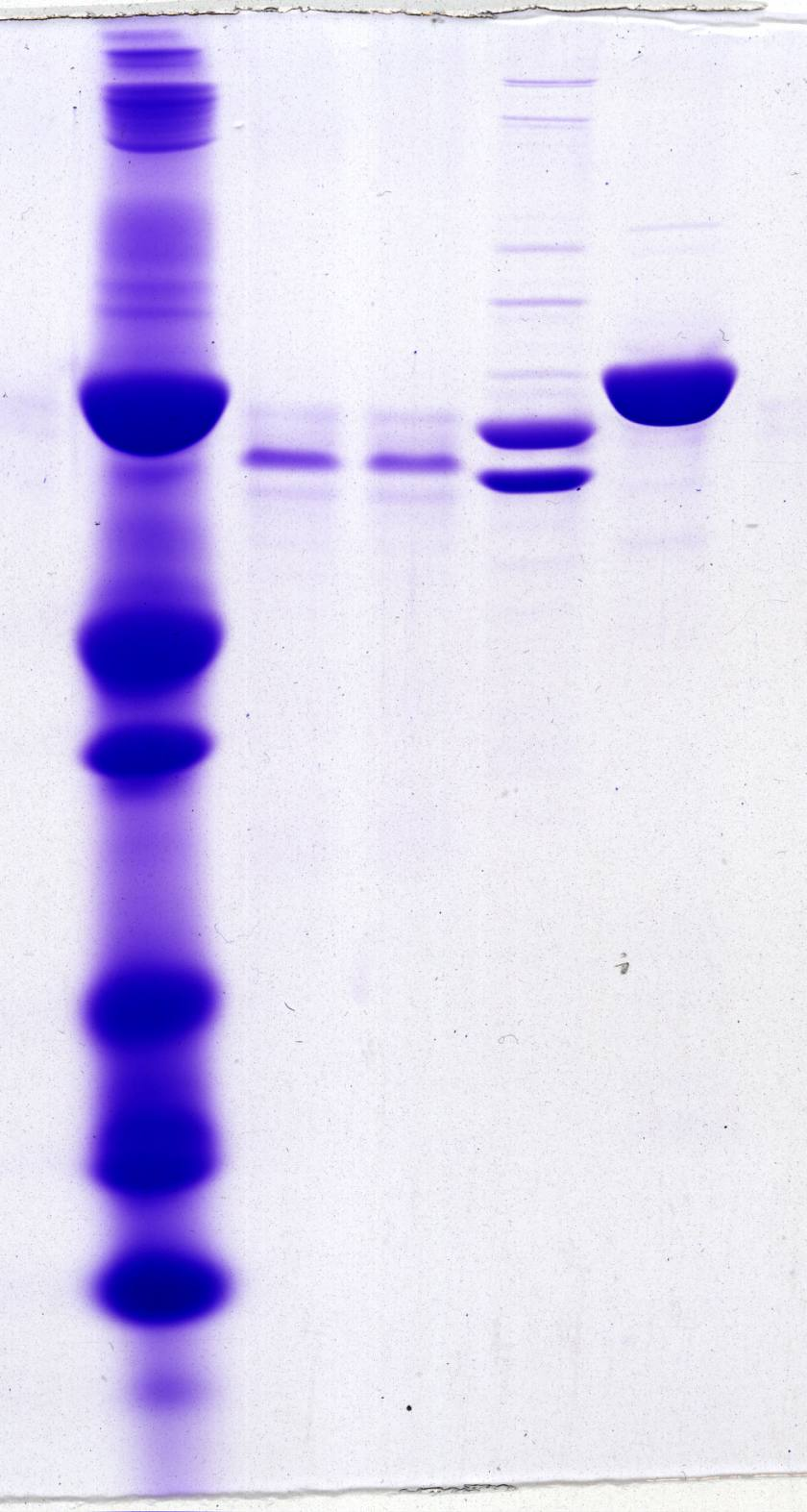
بروتينات مفصولة بالفصل الكهربائي لهلام كبريتات دوديكل الصوديوم متعدد الأكريلامايد واستخدام صبغة كوماسي بريلينت بلو

الشرائط قليلة النسائل (بالإنجليزية: Oligoclonal band)‏ هي مجموعات من الغلوبولينات المناعية التي قد تظهر في تحليل مصل الدم أو السائل الدماغي الشوكي، وتساهم في تشخيص العديد من الأمراض، وخاصةً التصلب المتعدد (حيث توجد هذه الشرائط في ما يزيد عن {\displaystyle 95\%} من المرضى). وتستخدم الطريقتان التاليتان في التحليل:
1. الرحلان الكهربائي للبروتينات: وتسخدم لتحليل تركيبة السوائل، وتعرف أيضًا باسم الفصل الكهربائي لهلام كبريتات دوديكل الصوديوم متعدد الأكريلامايد باستخدام صبغة كوماسي بريلينت بلو
2. البأر متساوي التكهرب: مع الصبغ بالفضة، وهي الطريقة الأكثر حساسية.[1]

يتطلب تحليل السائل الدماغي الشوكي إجراء بزل قطني للحصول على عينة من السائل الدماغي الشوكي، وقد يصحب ذلك أخذ عينة من مصل الدم،  وفي الحالة الطبيعية فإن البروتينات الموجود في السائل الشوكي وغير موجودة في مصل الدم تكون متكونة داخل القراب(داخل القناة العصبية)، ولهذا يمكننا مقارنة البروتينات بين السائل الشوكي ومصل الدم عند دراسة أمراض الجهاز العصبي المركزي.

## الشرائط قليلة النسائل في التصلب المتعدد
تكون الشرائط قليلة النسائل مهمة في مرض التصلب المتعدد بشكل خاص. تستخدم في هذه المرض شرائط الغلوبيولينات المناعية ج عادةً. مع ذلك، قد تستخدم في بعض الأحيان شرائط بروتينية أخرى كشرائط الغلوبيولين المناعي م النوعي للدسم. يرتبط وجود شرائط الغلوبيولين المناعي م بارتفاع شدة المرض.
يتطلب تحليل الشرائط قليلة النسائل عادةً تركيز السائل الدماغي الشوكي وتمديد المصل. تكون طليعة الألبومين أعلى في السائل الدماغي الشوكي بعد تركيزه وتمديد المصل. يكون الألبومين عادةً الشريط المسيطر في كلا السائلين. يظهر الترانسفيرين كأحد البروتينات البارزة أيضًا في تحليل السائل الدماغي الشوكي بسبب حجمه الجزيئي الصغير. يحتوي السائل الدماغي الشوكي على تركيز أعلى نسبيًا من طليعة الألبومين مقارنةً بالمصل. تكون البروتينات الجزيئية الكبيرة غائبة في السائل الدماغي الشوكي -كما هو متوقع. يجب تقييم الشرائط قليلة النسائل في المنطقة γ التي تحوي عادةً مجموعة صغيرة من الغلوبيولينات المناعية متعدد النسيلة.
استطاعت التقنيات الجديدة -كالمقايسة المناعية الشعرية المركزة متعادلة التكهرب- الكشف عن الشرائط قليلة النسائل للغلوبيولينات المناعية ج لدى أكثر من 95% من مرضى التصلب المتعدد.
قد يظهر في التصلب المتعدد أكثر من 12 شريط من الشرائط قليلة النسائل. يمثل كل شريط جسم مضاد بروتيني (أو شظايا بروتينية) منتج من قبل الخلايا البلازمية. مع ذلك، ما يزال سبب وجود هذه الشرائط وأنواع البروتينات التي تمثلها بالضبط غير واضح تمامًا لغاية الآن. يتطلب العثور على المستضدات المستهدفة لهذه الأجسام المضادة عزل نوع بروتيني واحد في كل شريط، وهو أمر صعب. مع ذلك، تكون التقنيات الجديدة قادرة على القيام بذلك.
عثر الباحثون على أجسام مضادة خاصة بفيروس الهربس البشري 6 وفيروس إبشتاين-بار في 40% من مرضى التصلب المتعدد إيجابي الشرائط.
وجد الباحثون أيضًا شرائط قليلة النسائل خاصة بفيروس الهربس البشري 6 في أمراض أخرى مزيلة للميالين، وحددوا أحد البروتينات الحالة التابعة للفيروس كهدف للشرائط قليلة النسائل.
افترضت النظريات الأولى أن الشرائط قليلة النسائل كانت بطريقة ما مستضدات ذاتية ممرضة. أظهرت الأبحاث الحديثة أن الغلوبيولينات المناعية ج الموجودة في الشرائط قليلة النسائل ما هي إلا أجسام مضادة للركام الخلوي؛ أي أن الشرائط هذه مجرد تأثير ثانوي للتصلب العصبي المتعدد. مع ذلك، ما تزال الشرائط قليلة النسائل مفيدة كمؤشر حيوي للمرض.